# FIRST (トータス松本のアルバム)
『FIRST』（ファースト）は、ウルフルズのボーカリストであるトータス松本が本格的なソロ活動を始動させてから初のアルバム。2009年7月15日発売。発売元はワーナーミュージック・ジャパン。

## 解説
- 3枚のシングル楽曲、またそれらのカップリング（洋楽のカバーを除く）がすべて収録されている。
- 初回限定盤には特典DVDが付属。

## 収録曲

### CD
（全作詞・作曲・編曲：トータス松本（特記以外））
1. はじめに（0:38）
2. 明星（4:22）
  - 編曲：Tomi Yo
  - サントリー「PEPSI NEX『歌おうぜ!』」キャンペーンソング
3. 僕がついてる（4:29）
  - 編曲：Tomi Yo
4. エビデイ（3:22）
  - イオンリテール「トップバリュ クーリッシュファクト」CMソング
5. ねむらないぜ（3:13）
6. ゴースト（4:12）
7. のぞみ（4:33）
8. 映画（1:10）
9. 花のように 星のように（4:11）
  - 日活配給映画『ブタがいた教室』主題歌
10. 夢ならさめないで（4:54）
11. 涙をとどけて（4:09）
  - 日本テレビ系ドラマ『ホカベン』主題歌
12. いつもの笑顔で（3:37）
13. ミュージック（6:10）
14. This Little Light of Mine（3:51）
15. おやすみ（2:31）
16. みいつけた!（3:23）（Bonus Track）
  - NHK教育テレビ「みいつけた!」エンディングテーマ

### DVD
1. 涙をとどけて ミュージックビデオ
2. 僕がついてる ミュージックビデオ
3. 明星 ミュージックビデオ
4. 涙をとどけて メイキング
5. 僕がついてる メイキング
6. 明星 メイキング

## 演奏
- トータス松本
  - Vocals
  - Guitars (#2-7.9-16)
  - Harp (#4)
  - Moog (#4.13)
  - Piano (#8)
- 原治武
  - Drums (#2.3.14)
  - Percussions (#14)
- 川崎哲平：Bass (#2.3.14)
- 秋山浩徳：Guitars (#2.3.7.10.13.14)
- Tomi Yo
  - Keyboards (#2.3.14)
  - Computer Programming (#10)
  - Moog, Strings Arrangement (#10.14)
- 吉田翔平ストリングス：Strings (#2.3.10.14)
- 井上富雄
  - Upright Bass (#4)
  - Bass (#5.6.7.9.12.13.16)
- 池畑潤二
  - Drums (#4.16)
  - Percussions (#16)
- 浦清英
  - Keyboards (#4.7.10)
  - Moog (#7)
- Satie、綿引京子：Background Vocal (#4)
- 上原ユカリ
  - Drums (#5.6.7.10.11.13)
  - Percussions (#10)
- 伊東ミキオ
  - Keyboards (#5.6.9.11.12.13)
  - Moog (#9)
- YASSY：Trombone (#5.16)
- MONKY：Baritone Saxophone (#5.16)
- KOO：Trumpet (#5.16)
- IGGY：Tenor Saxophone (#5.16)
- 遠山哲朗：Guitars (#6.9)
- 椎野恭一：Drums (#9)
- 弦一徹ストリングス：Strings (#9.13)
- ジョン・B・チョッパー：Bass (#10)
- 美久月千晴：Bass (#11)
- 古田たかし：Drums (#12)
- 山本拓夫：Saxophone (#12)
- 奥野真哉：Keyboards (#16)